# C-Stoff
C-Stoff is een eufemisme, om te verhullen dat iets een chemische, gevaarlijke stof is. Het is in de geschiedenis gebruikt als codenaam voor een chemisch mengsel. De betekenis verandert met de periode waarin de term wordt gebruikt en is niet altijd hetzelfde.

## Geschiedenis

### Eerste Wereldoorlog
Tijdens de Eerste Wereldoorlog werd C-Stoff gebruikt om een mengsel van mono- en dichlormethylchlorformiaat te beschrijven, dat met behulp van mortieren als gifgas werd afgevuurd. Andere codenamen waren Palite (Frans), Palit (Engels) of CiCipalite.  Bij gebruik in traangasgranaten werd de codenaam K-Stoff gebruikt voor soortgelijke mengsels. 
Op 29 juli 1915 werden in aanwezigheid van Walther Nernst de "C-mijnen" die hij had ontwikkeld en die dit gas bevatten, voor het eerst aan het Russische front gebruikt. Dit gebeurde door Duitse troepen met mortieren (Minenwerfern) die hij ook had ontwikkeld. Bauer berichtte hierover in augustus 1915: "Ik was blij om te zien dat zelfs mijn vriend Nernst, die behoorlijk sceptisch was over het vluchtigere K-Stoff, nu wild enthousiast is, omdat zij zich door praktische tests aan het front heeft bewezen".

### Tweede Wereldoorlog
Tijdens de Tweede Wereldoorlog verwees C-Stoff naar een brandstofmengsel dat samen met de oxidator T-Stoff werd gebruikt in de Messerschmitt Me 163 en Bachem Ba 349 raketvliegtuigen.
De stof die in de Tweede Wereldoorlog bekend stond als C-stoff is een mengsel van 57% methanol ({\displaystyle {\ce {CH3OH}}}), 30% hydrazinehydraat ({\displaystyle {\ce {N2H4.H2O}}}) en 13% water ({\displaystyle {\ce {H2O}}}). Kaliumtetracyanocupraat(I) ({\displaystyle {\ce {K3[Cu(CN)4]}}}), werd toegevoegd als stabilisator.
Het mengsel is ontworpen om hypergool met de T-Stoff te reageren, wat betekent dat beide stoffen bij contact ontbranden. Daardoor is geen externe ontsteking meer nodig. De Walter HWK 109-509-motor liep op een mengsel van drie delen T-Stoff en een deel C-Stoff.
Hoewel hydrazinehydraat en zijn derivaten nog steeds worden gebruikt in onder andere draagraketten en satellietaandrijving, werd C-Stoff na de oorlog niet meer gebruikt. Zowel methanol als hydrazine zijn zeer giftig.